# Laura Graves
Laura Graves (Fayston, 22 luglio 1987) è una cavallerizza statunitense, medaglia di bronzo nel dressage a squadre a Rio de Janeiro 2016 con il cavallo Verdades.

## Palmarès
- Olimpiadi

Rio de Janeiro 2016:bronzo nel dressage a squadre.
- Giochi panamericani

Toronto 2015: oro nel dressage a squadre argento individuale.